# St. Petri (Albrechtshain)

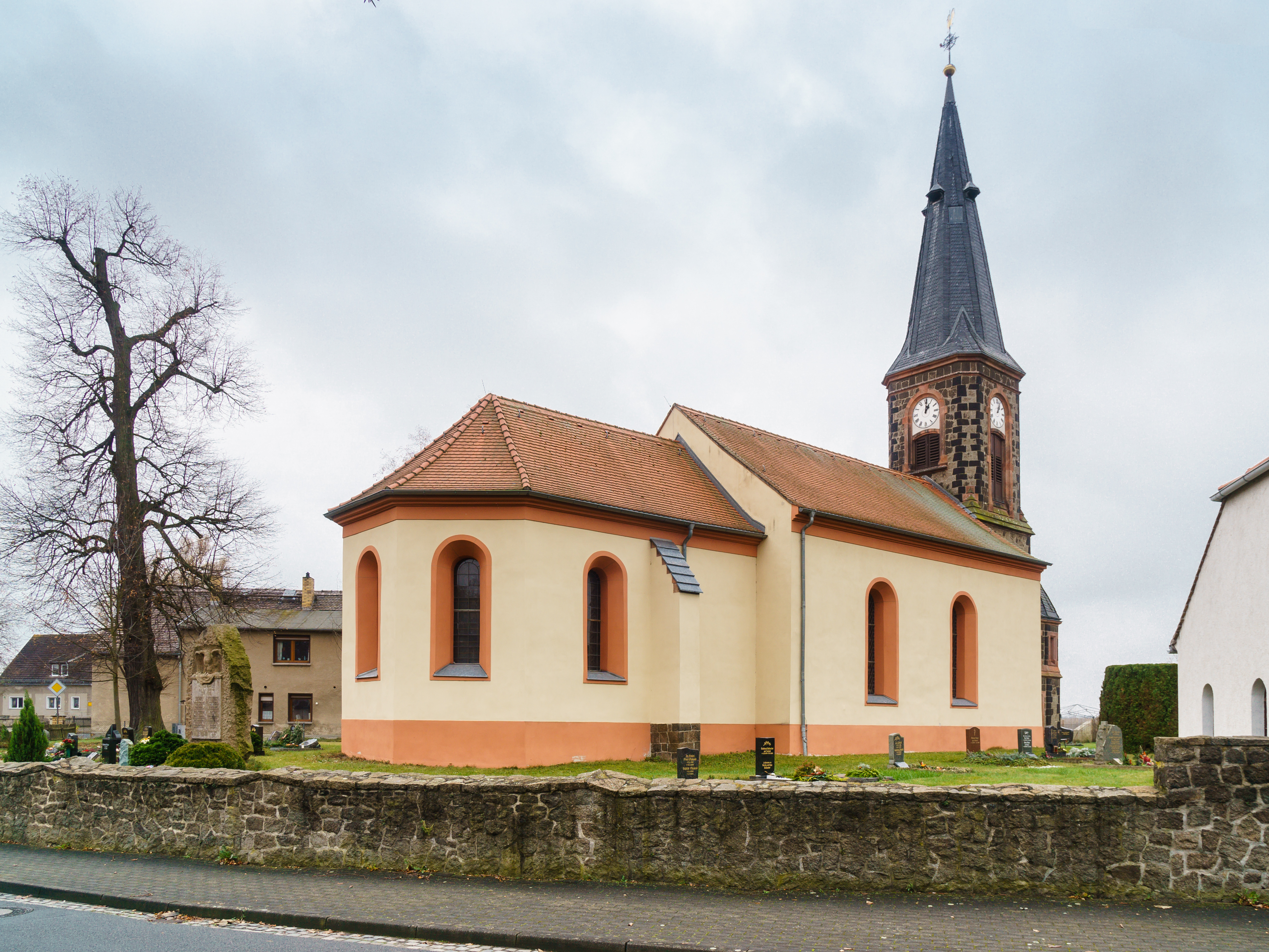
St.-Petri-Kirche zu Albrechtshain (2021)

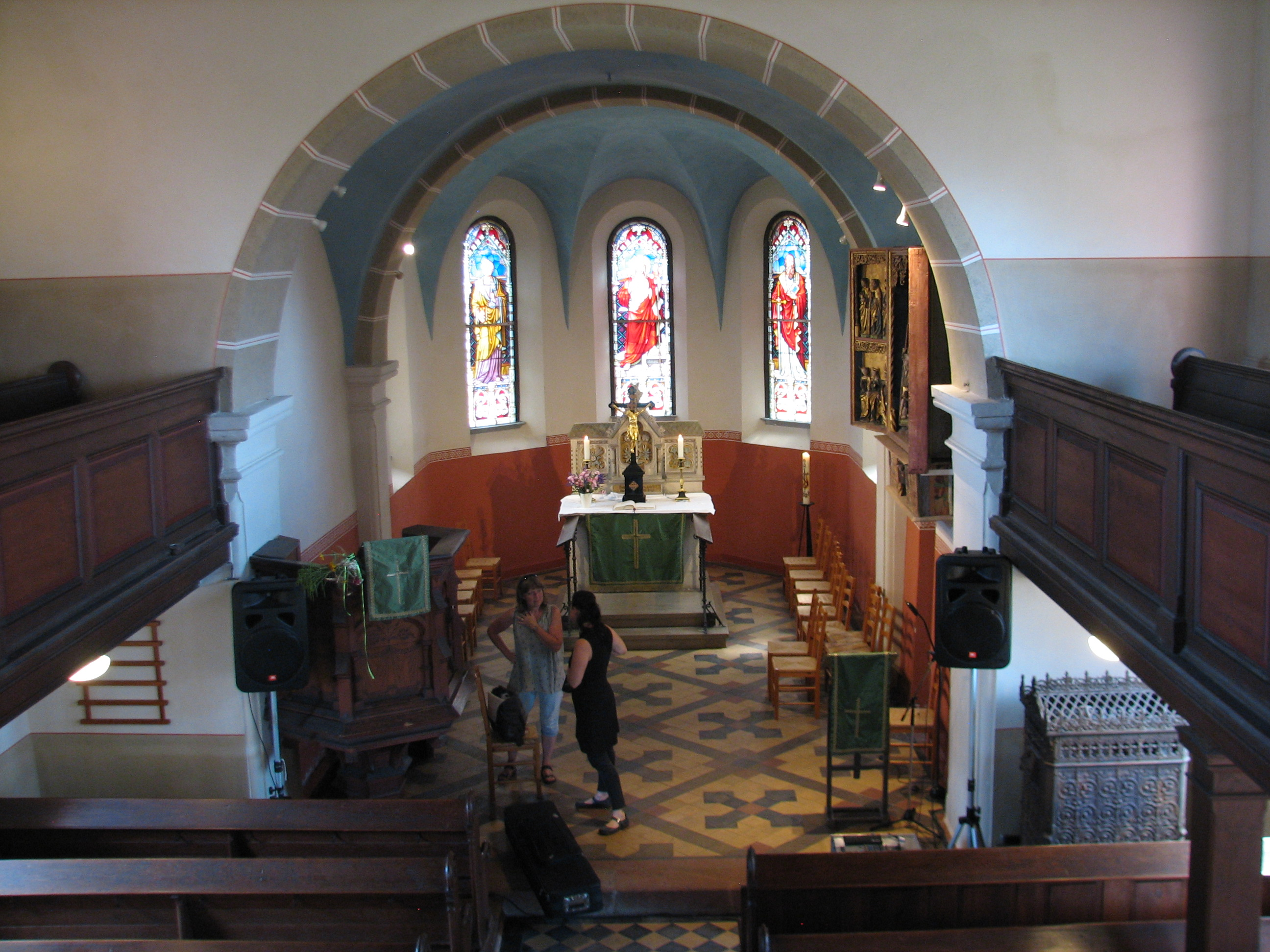
Blick von der Empore zum Altar

Die St.-Petri-Kirche zu Albrechtshain ist das evangelische Kirchengebäude der Evangelisch-Lutherischen Landeskirche Sachsens in Albrechtshain, einem Ortsteil von Naunhof bei Leipzig im Landkreis Leipzig. Sie ist dem Patrozinium des Apostels Petrus geweiht.

## Geschichte
Im Jahr 1382 wurde die damalige romanische Kirche erstmals urkundlich erwähnt. Der erste evangelische Pfarrer in Albrechtshain war ab 1530 Johann Pfeffinger, der später als Superintendent nach Leipzig berufen wurde. Um 1840 war die Kirche baufällig. Das Gotteshaus wurde 1846 grundlegend erneuert, erhielt die Sakristei als Anbau und ein kleines Dachreiter-Türmchen. Die Kirchweihe war am 1. August 1847.
Beim großen Umbau 1896 gestaltete Architekt Theodor Quentin aus Pirna die Kirche mit intensiver Farbigkeit im Altarraum. Die farbigen Fenster aus dieser Zeit zeigen den auferstandenen Christus sowie Petrus und Paulus. Auch Altar, Kanzel und Bänke stammen aus jener Zeit. Es entstand ein stilistischer Mix aus neogotischen Elementen und Einflüssen des Jugendstils. Quentin plante ebenso den 32 Meter hohen, schlanken Turm aus Beuchaer Granitporphyr und Rochlitzer Porphyr. Das Petrus-Fenster im Altarraum und der Hahn als Wetterfahne verweisen auf den Namensgeber der Kirche „St. Petri“.
1996 begannen umfangreiche Sanierungs- und Restaurierungsarbeiten in und an der Kirche – sie wurden 2017 erfolgreich abgeschlossen; die Wiedereinweihung war am 1. Advent 2017.
Am 8. Juli 2023 begingen die Bürger das Jubiläum „675 Jahre Albrechtshain“ mit einer Feierstunde in der Kirche, die musikalisch umrahmt wurde von Organist Erwin Stache, Alphorn-Musiker Rainer Köhler und dem Gospelchor Brandis.

## Altar

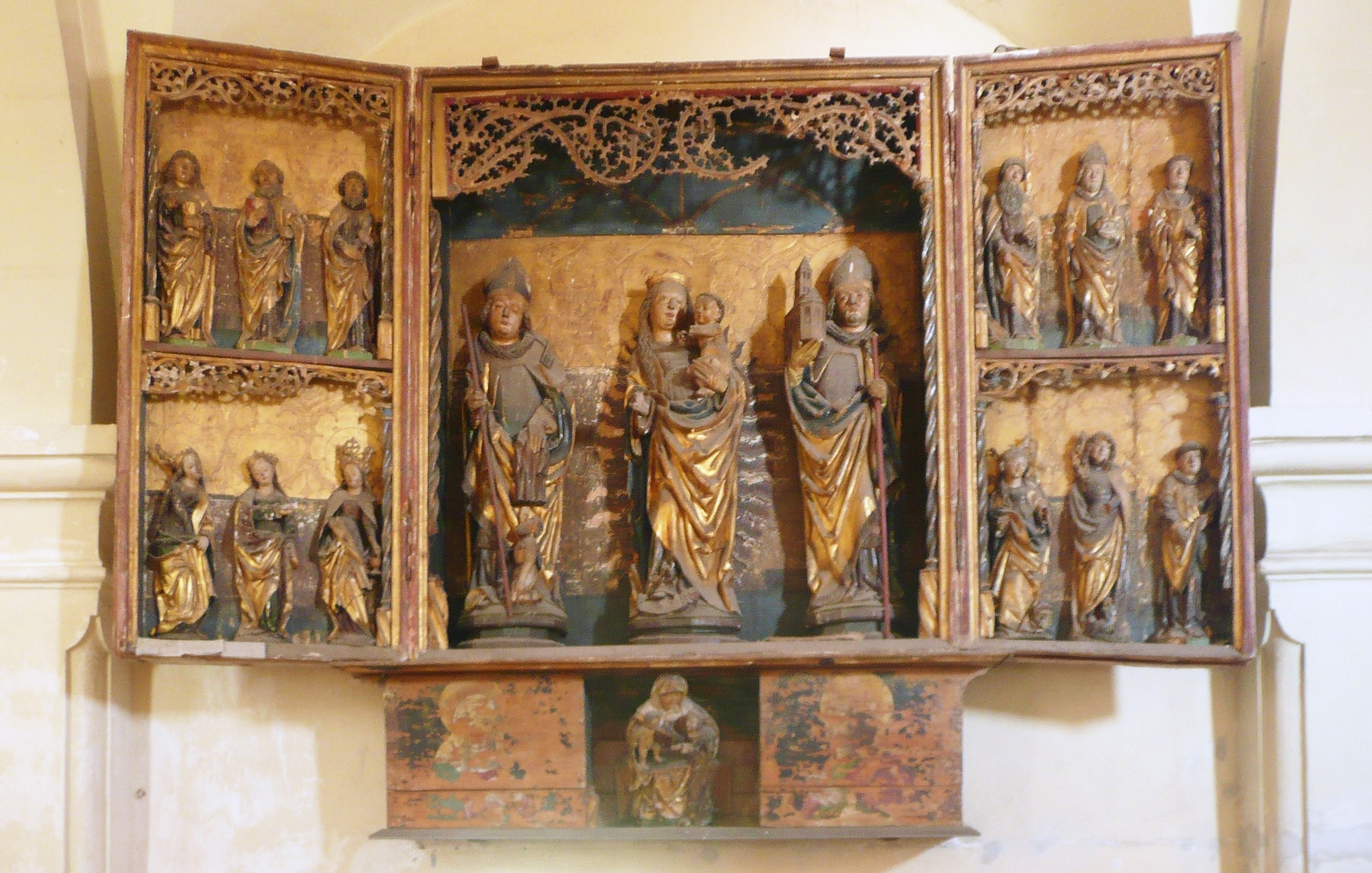
Der „wundertätige“ Altar Beatae Mariae Virginis – nach Auflösung des Klosters 1525 in die Kirche Albrechtshain verbracht

Im Mittelalter gab es im nahe gelegenen Eicha einen Wallfahrtsort – dort errichtete 1497 der Antoniter-Orden sein Antoniterkloster, das aufgrund der Reformation 1525 aufgelöst wurde. Aus der Kirche des Klosters stammt höchstwahrscheinlich der Marien-Altar Beatae Mariae Virginis an der Südseite des Chorraumes. Der Schnitzaltar entstand um 1510 und zeigt Maria auf der Mondsichel mit dem Christuskind. Ihr zur Seite stehen der Heilige Martin und der Heilige Wolfgang. Weitere zwölf Heilige schmücken den Altar, darunter Katharina, Barbara, Nikolaus und Georg sowie in der Predella die Figur der Anna Selbdritt, also Anna mit ihrer Tochter Maria und ihrem Enkel Jesus. Der Altar wurde 2015 bis 2017 umfangreich restauriert.

## Orgel

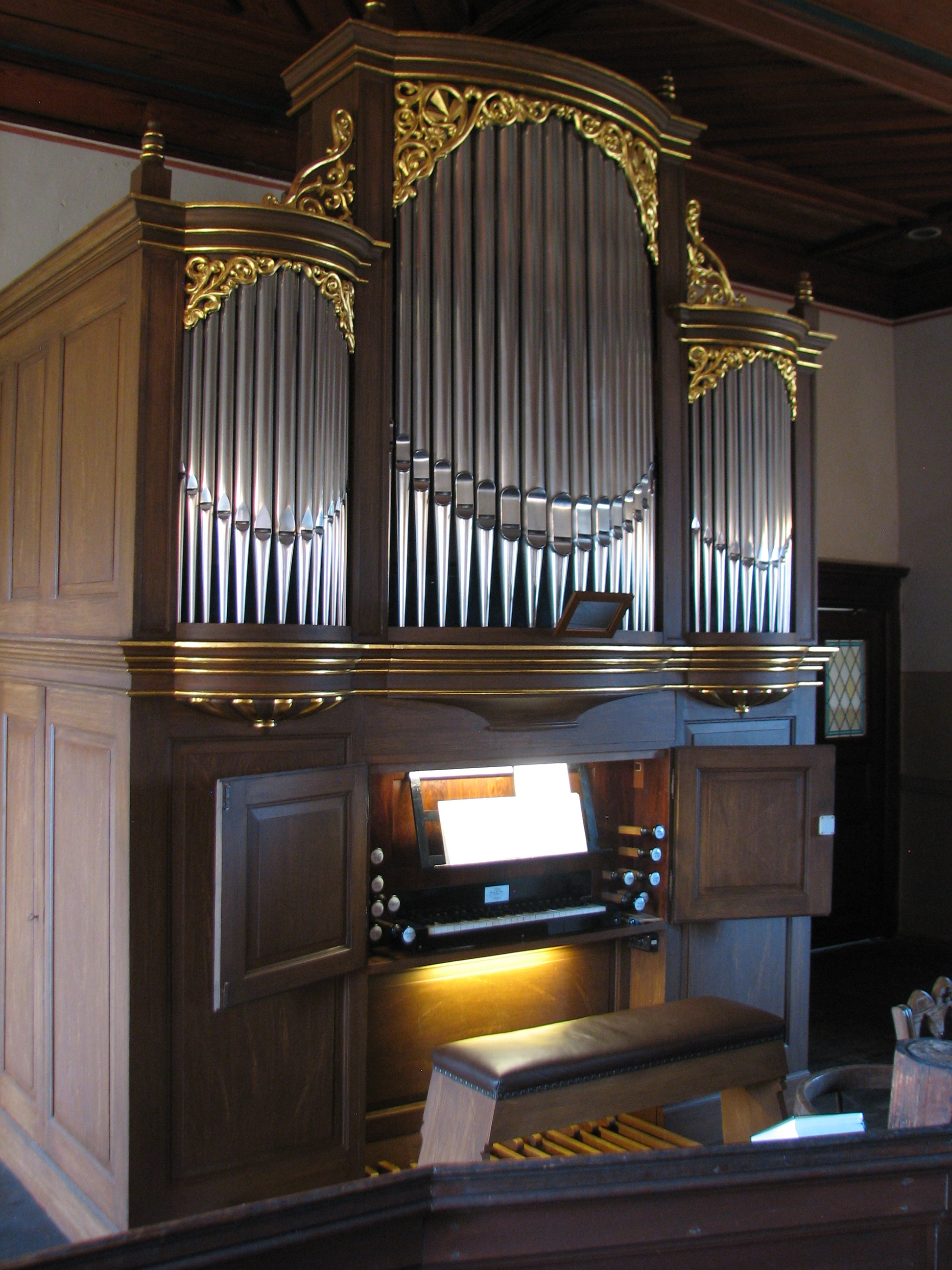
Beyer-Orgel von 1847

1847 schuf Christian Carl David Beyer (1785–1856) aus Leipzig-Großzschocher die Orgel mit einem Manual und Pedal.
1976 erfolgte eine Umdisponierung von Orgelbauer Reinhard Schmeißer aus Rochlitz: Er ersetzte damals das ursprünglich vorhandene Register Flöte 8′ durch die Sifflöte 1′. 
Im Jahr 2019 erfolge die Generalrestaurierung des Instrumentes durch Orgelbaumeister Georg Wünning (Großolbersdorf). Dabei wurden die Prospektpfeifen erneuert sowie die Flöte 8' wieder hergestellt.
| Manual C–c3 |             |       |
| 1.          | Principal D | 8′    |
| 2.          | Gedackt     | 8′    |
| 3.          | Flöte       | 8'    |
| 4.          | Principal   | 4′    |
| 5.          | Flöte       | 4′    |
| 6.          | Quinte      | 2 ⁄3′ |
| 7.          | Octave      | 2′    |
| 8.          | Mixtur III  |       |

| Pedal C–c1 |              |     |
| 9.         | Subbaß       | 16′ |
| 10.        | Principalbaß | 8′  |

- Koppeln: I/P

## Glocken

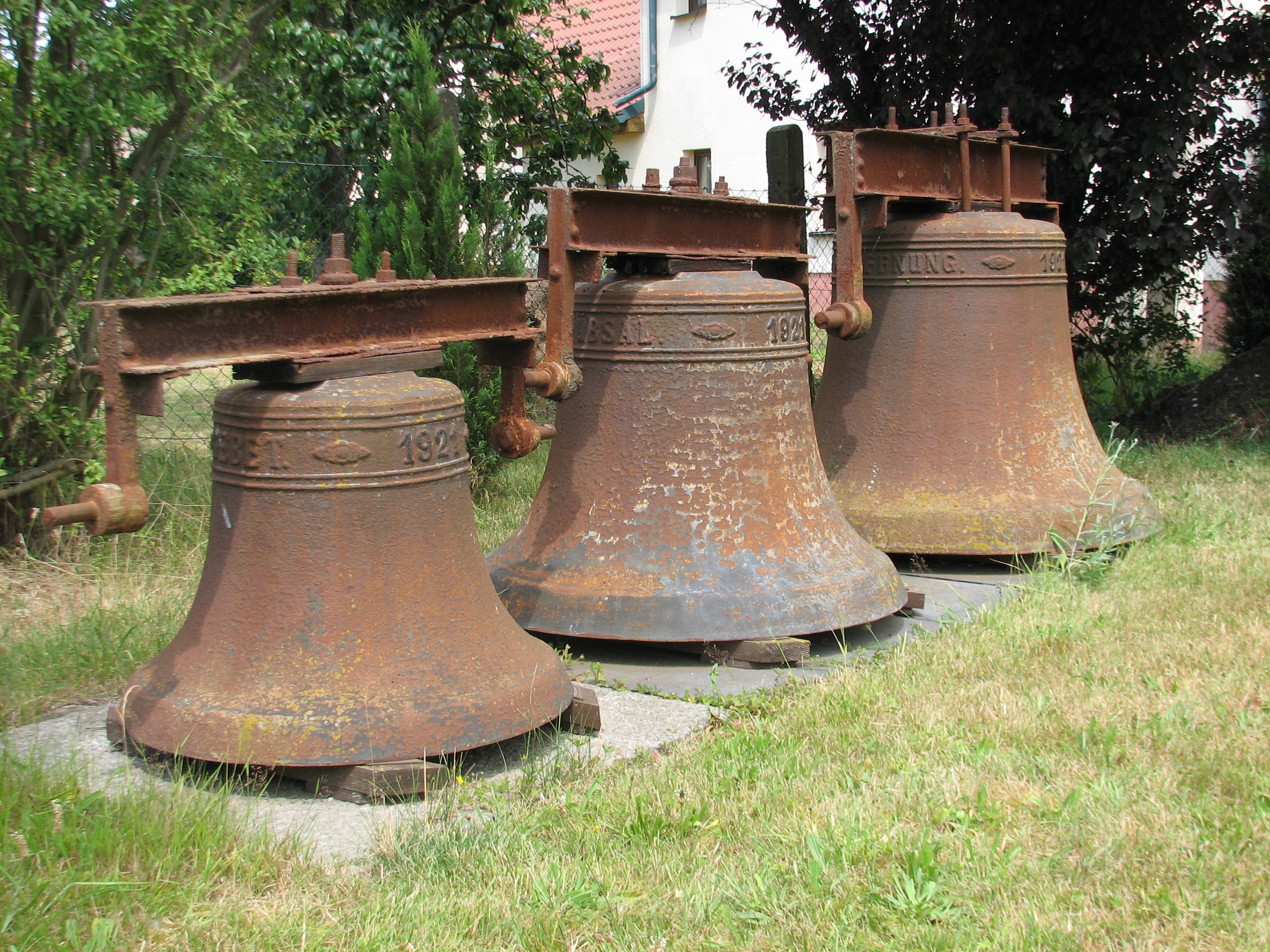
Die einstigen Stahlglocken vor der Kirche

Die Bronze-Kirchenglocken mussten im Ersten Weltkrieg als sogenannte Metallspende für Rüstungszwecke abgegeben werden. 1921 wurden als Ersatz Stahlglocken angeschafft.
Im Jahr 2011 wurde ein Glockenstuhl aus Holz eingebaut. Das aktuelle Geläut besteht aus drei Bronze-Glocken: eine wurde 2011 in der Kunst- und Glockengießerei Lauchhammer gegossen (Ton a' -2, unterer Durchmesser 905 mm, 448 kg), die beiden anderen 2012 von der Glockengießerei Rincker (Ton c +/-0, unterer Durchmesser 770 mm, 299 kg; Ton e -3, unterer Durchmesser 655 mm, 193 kg) gegossen. Die große Glocke trägt den Schriftzug „Seid fröhlich in Hoffnung“, die mittlere „Beharrlich in Trübsal“ und die kleine „Haltet an am Gebet“. Sie wurden 2013 geweiht.

## Kirchengemeinde
Die Peterskirche Albrechtshain und die Bergkirche Beucha bilden eine Kirchengemeinde; ebenso die Kirche Polenz und die Stadtkirche Brandis. Pfarrer beider Kirchengemeinden ist Christoph Steinert aus Brandis.

## Pfarrer seit 1529

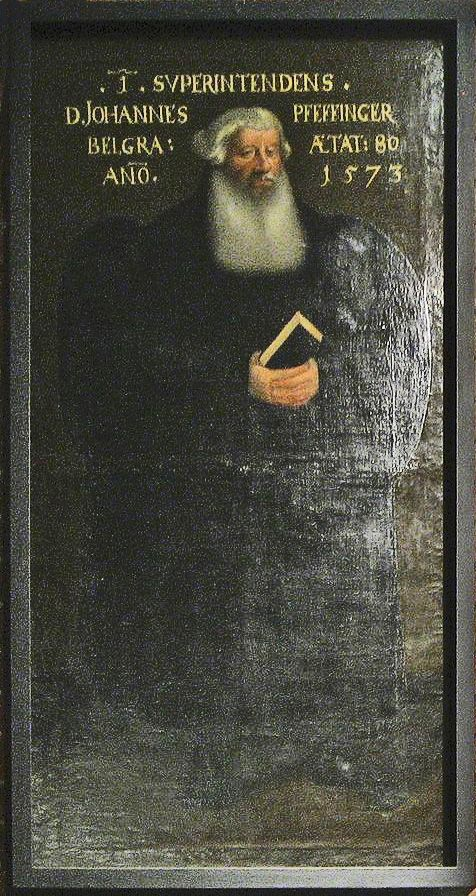
Johannes Pfeffinger

| - 1529 – Heinrich Patz - 1530 – Johann Pfeffinger - 1533 – Bartholomäus Hildebrand - 1561 – Peter Beuther - 1602 – Abraham Rehfeld - 1631 – Christoph Ulrich - 1633 – Ernst Gottfried Hauck - 1638 – Peter Oehler - 1662 – Johann Eduard (Eckardt) Salender - 1672 – Johann Christoph Müller - 1674 – Balthasar Jacobi - 1714 – Nikolaus Liebe - 1725 – Christoph Harthung - 1757 – Johann Traugott Grimm - 1787 – Carl Friedrich Wunder | - 1796 – Johannes Heinrich Schneider - 1827 – Carl Gottlob Klotzsch - 1835 – Carl Julius Riedel - 1840 – Friedrich Ferdinand Schmid - 1856 – August Ferdinand Robert Claus - 1858 – Bernhard Otto Gretschel - 1862 – Moritz Hermann Schulze - 1866 – Heinrich Arno Colditz - 1879 – Benno Theobald Wilsdorf - 1909 – *Johann Hermann Möbius - 1923 – Otto Hermann Walter Rost - 1924 – Feodor Martin Wilhelm Flechtner - 1926 – Julius Hermann *Friedrich Klaholz - 1929 – Gotthilf Johann Nathanael Vogel |

## Literatur

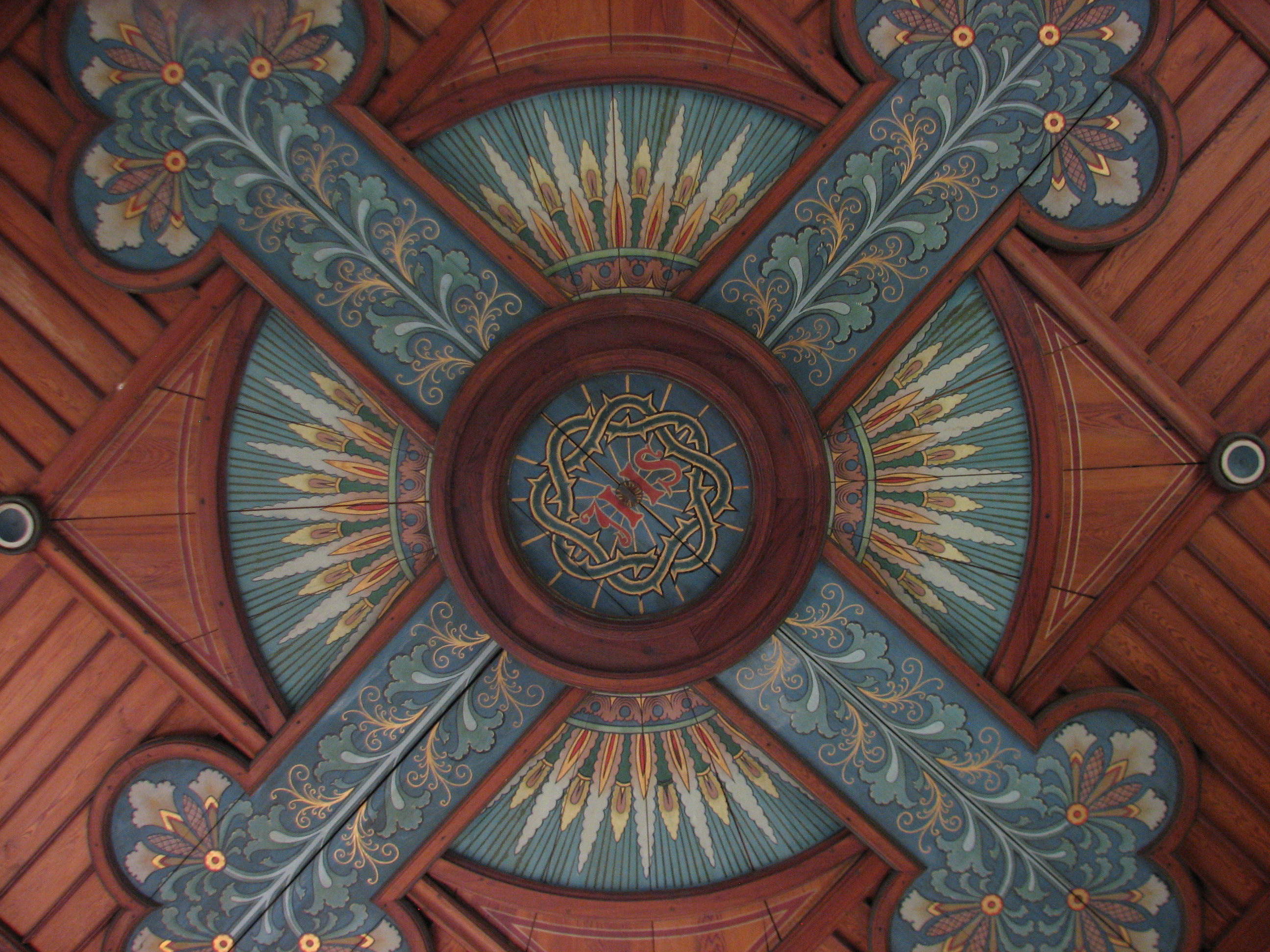
Großflächige Deckenzier